# جون دونكان
جون دونكان (بالإنجليزية: John Duncan)‏ (22 فبراير 1949 بدندي في المملكة المتحدة - 8 أكتوبر 2022) هو مدرب كرة قدم ولاعب كرة قدم بريطاني في مركز الهجوم. لعب مع توتنهام هوتسبير وديربي كاونتي وسكونثورب يونايتد ونادي دندي ورابطة كرة القدم الاسكتلندية الحادية عشر ‏.

## وصلات خارجية
- جون دونكان على موقع قاعدة بيانات كرة القدم.إي يو (الإنجليزية)
- جون دونكان على موقع عالم كرة القدم.نت (الإنجليزية)